# Манфредини, Винченцо
Винченцо Манфредини (итал. Vincenzo Manfredini; 22 октября 1737, Пистоя — 16 августа 1799, Санкт-Петербург) — итальянский композитор, музыкальный теоретик и писатель о музыке.

## Биография
Музыкой занимался с отцом Франческо Манфредини (1684—1762), Джакомо Перти и Г. А. Фиорони (1716—1778).
В 1758 году вместе с братом Джузеппе и Джованни Локателли он прибыл в Россию в составе оперной труппы дирижёром которой он стал. В Санкт-Петербурге он сменил на должности придворного композитора и дирижёра Франческо Арайю. Свою первую в России оперу Манфредини написал в 1760 году. Ею стала «Узнанная Семирамида», поставленная в Ораниенбауме при дворе наследника престола Петра Фёдоровича.
В 1761 году императором Петром III назначен первым придворным капельмейстером. Первым императорским заказом композитору стало написание реквиема по усопшей императрице Елизавете. Он был исполнен в присутствии императора в феврале 1762 года в петербургской церкви францисканцев. Оформление зала выполнил итальянский художник Пьетро Градицци.
По случаю коронации императрицы Екатерины II Манфредини написал оперу «Олимпиада» на стихи Метастазио. Позднее императрица Екатерина II поручила ему руководство музыкальными занятиями наследника престола Павла Петровича по игре на клавесине.
После 12 лет работы в России творчество Манфредини начало казаться императрице Екатерине и петербургской публике старомодным и в 1769 году он вернулся в Италию где поселился в Болонье. На родине он написал свою лучшую оперу «Армида» (1770 год), которая была поставлена в Коммунальном театре Болоньи. Назначенная императрицей пенсия позволила ему заняться теорией музыки и он написал: «Regole armoniche о sieno precetti ragionati» («Правила гармонические или мелодические»; Венеция, 1775), которые посвятил цесаревичу Павлу. Манфредини занялся музыкальной критикой и с 1785 по 1789 год редактировал «Итальянскую энциклопедическую газету». В ответ на памфлет «Osservazioni», изданный в Венеции испанцем Эстебаном Артеаги в отношении его музыкальных теорий, Манфредини пишет брошюру «Difesa della musica moderna e de’suoi celebri esecutori» («В защиту современной музыки»; Болонья, 1785).
Павел, ставший императором, вспомнив о музыкальных занятиях в юности, пригласил композитора в Петербург, где он спустя год скончался. Могила Манфредини не обнаружена. Вдова композитора получила от Павла I пенсию в размере половины месячного гонорара супруга, выплата которой впоследствии была подтверждена императором Александром I.

## Творчество
Оперы
- «Узнанная Семирамида» (1760 год)
- «Олимпиада» (1762 год)
- «Карл Великий» (1763 год)
- «Мнимый больной» (1763 год)
- «Миневра и Аполон» (1765 год)
- «Армида» (1770 год).

Балеты
- «Амур и Психея» (1762 год)
- «Пигмалион» (1763 год)

издания

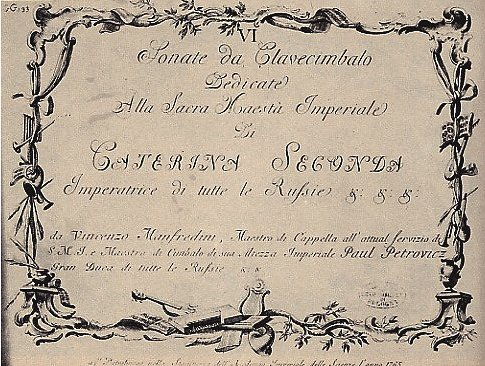
Титульный лист издания музыкальных сочинений Винченцо Манфредини (Нюрнберг, 1765)

Из его музыкальных сочинений изданы шесть арий, дуэт из оперы «Олимпиада» (Нюрнберг, 1765) и шесть сонат для клавесина (Санкт-Петербург, 1766). Его сочинение «Regole armoniche, o sieno precetti ragionevoli per apprendere la musica» (Венеция, 1775) было переведено на русский язык Степаном Дегтяревым и издано в Петербурге в 1805 году.